# Amīna Zaydān
Amīna Zaydān (in arabo أمينة زيدان‎?; Suez, 1966) è una scrittrice egiziana.

## Biografia
Vive al Cairo, dove lavora nel pubblico impiego. Le sue opere riguardano soprattutto le disuguaglianze di genere in Egitto, descritte attraverso i suoi protagonisti. La sua prima raccolta di racconti viene pubblicata nel 1994 con il titolo di È accaduto di nascosto, con cui vince il premio letterario del settimanale Akhbar al-Adab di Gamal al-Ghitani. In seguito Fawda e altri racconti; l'anno seguente vince anche il premio per la migliore raccolta di racconti alla Fiera Internazionale del Libro del Cairo, la principale esposizione letteraria del mondo arabo. In seguito pubblica anche la raccolta Fawda e altri racconti. Il suo secondo romanzo, Vino rosso, è stato vincitore della Medaglia Naguib Mahfouz per la Letteratura del 2007.

## Opere
- È accaduto di nascosto, 1995 (in arabo حدث سرًا‎?)
- Vino rosso, 2007 (in arabo نبيذ أحمر‎?, Nabīḍ aḥmār)

| Controllo di autorità | VIAF (EN) 46542600 · ISNI (EN) 0000 0001 2210 7624 · LCCN (EN) no2007069225 · GND (DE) 1166672344 · J9U (EN, HE) 987007494075505171 |